# Teratosaurus
Teratosaurus là một chi Rauisuchia sống vào thời kỳ kỷ Trias tại Stubensandstein (Thành hệ Löwenstein - tầng Noria) của Đức.